# Möhnsen
Möhnsen er en kommune i det nordlige Tyskland, beliggende i Amt Schwarzenbek-Land i den sydvestlige del af Kreis Herzogtum Lauenburg. Kreis Herzogtum Lauenburg ligger i delstaten Slesvig-Holsten.

## Geografi
Kommunen ligger omkring ni kilometer nordvest for Schwarzenbek og ca 27 km øst for Hamborg. Fra 1887 til 1976 havde Möhnsen jernbanestation på jernbanen mellem Schwarzenbek og Bad Oldesloe. Motorvejen A24, der forbinder Hamborg og Berlin, går gennem kommunen i øst-vestlig retning.